# Wykowo (Łamane Grądy)
Wykowo – przysiółek wsi Łamane Grądy w Polsce położony w województwie podlaskim, w powiecie grajewskim, w  gminie Grajewo.
W latach 1975–1998 miejscowość położona była w województwie łomżyńskim.